# Chiesa di San Salvatore in Lauro
La chiesa di San Salvatore in Lauro è un luogo di culto cattolico del centro storico di Roma, situato nell'omonima piazza nel rione Ponte.
È la chiesa nazionale dei marchigiani residenti a Roma e sede della diaconia omonima.

## Storia
La chiesa deve il nome, secondo la tradizione, ad un boschetto di lauri che esisteva nelle vicinanze, ed è citata come Salvatori de Lauro nel Catalogo di Cencio Camerario del 1192, con una rendita presbiteriale di 6 denari.
Annesso alla chiesa fu fatto costruire dal cardinale Latino Orsini, nel XV secolo, un convento di San Giorgio, affidato ai Canonici Regolari di San Giorgio in Alga.
La chiesa originale, che papa Sisto V aveva eretto in titolo cardinalizio nel 1587, andò però distrutta in un incendio (che lasciò intatto il convento), nel 1591. Il titolo fu soppresso da papa Clemente X Altieri nel 1670, ma già nel 1668 il complesso era passato in proprietà del Pio Sodalizio dei Piceni, al quale ancora appartiene, divenendo così la "chiesa nazionale" dei marchigiani a Roma, mentre il convento veniva destinato a collegio per venticinque alunni di medicina e legge. Il sodalizio ne ottenne nel 1862, sotto gli auspici del marchigiano papa Pio IX, la dedica alla Madonna di Loreto, loro patrona.
Oggi la chiesa è ritornata (dal 2007) titolo cardinalizio, mentre il complesso monastico ed il suo chiostro rinascimentale sono sede di mostre e manifestazioni culturali, oltre che dell'attività del Sodalizio.
Il 1º aprile 2009 la chiesa ha ricevuto in dono una reliquia di papa Pio IX, cui è stato posto un busto in marmo.

## Descrizione

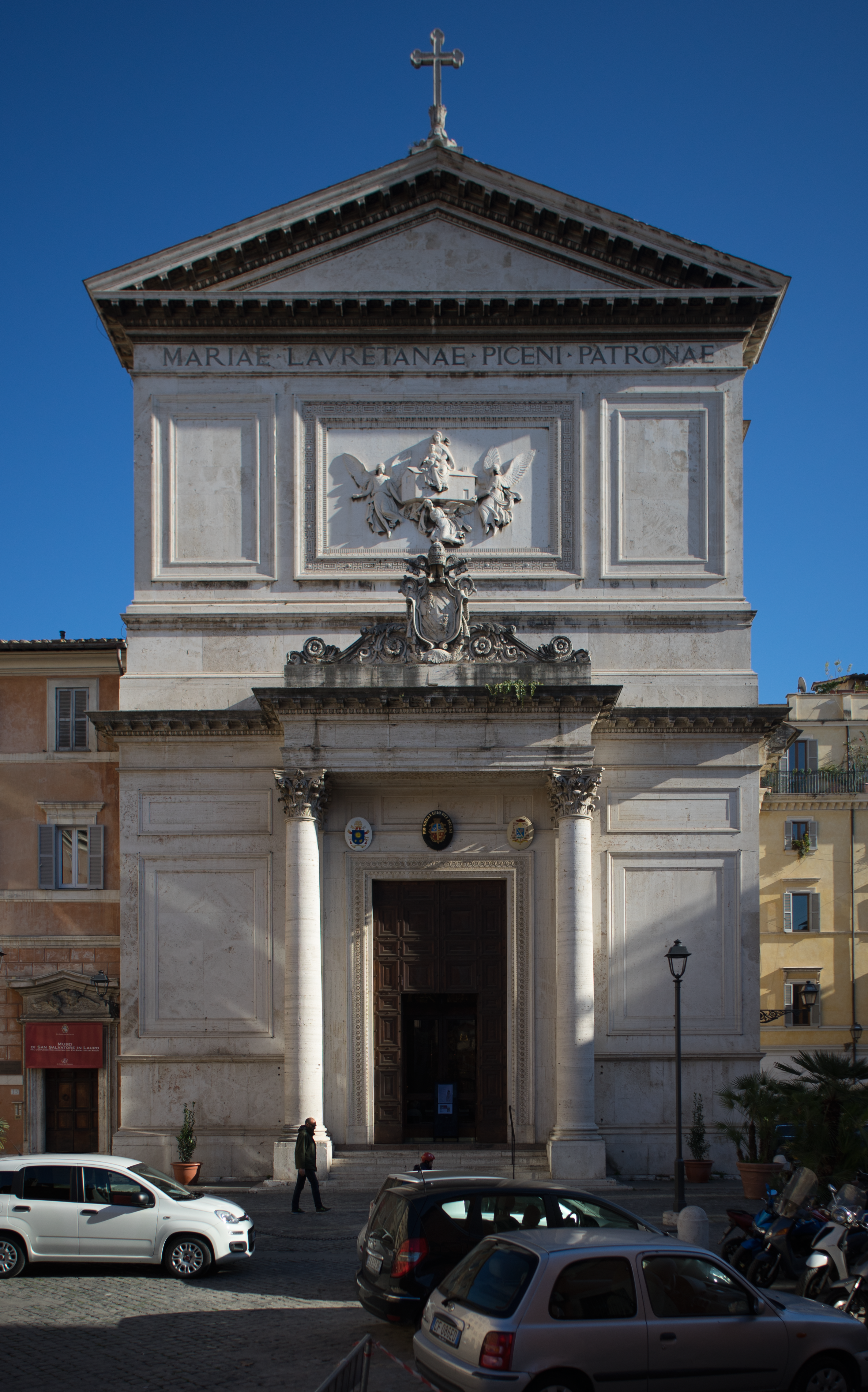
La facciata

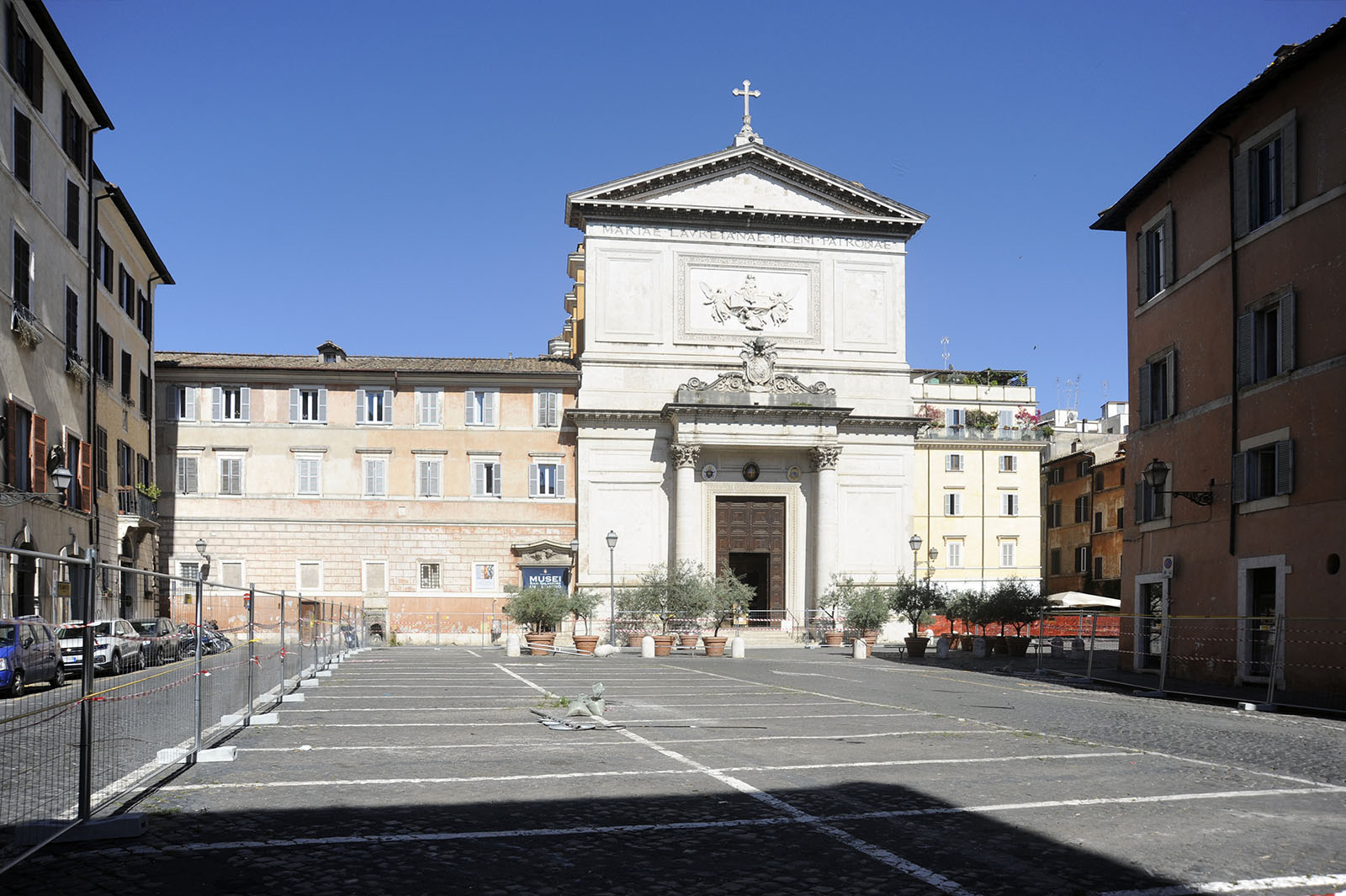
La chiesa nella omonima piazza

La chiesa di San Salvatore in Lauro presenta oggi un aspetto tardo-cinquecentesco, dovuto in gran parte al disegno del bolognese Ottaviano Mascherino, meglio noto per essere stato l'architetto del Palazzo del Quirinale. In realtà i più recenti studi tendono ad attribuire il progetto originario a Frate Domenico Paganelli. Il Mascherino sarebbe intervenuto solo in un secondo momento in seguito al crollo parziale della navata centrale causato da una particolare intensità delle piogge e conseguente alluvione nel 1599.
La facciata è una tarda opera di architettura purista (1857-1862) di Camillo Guglielmetti e presenta un protiro a colonne corinzie sormontato da un bassorilievo di Rinaldo Rinaldi raffigurante la Santa Casa di Nazareth che, come vuole la tradizione, viene trasportata dagli angeli verso Loreto. Sul tetto della Santa Casa, seguendo l'iconografia classica, è assisa la Madonna con il Bambino e a Lei fa riferimento l'iscrizione sul fregio al di sotto del timpano:
(Iscrizione sul fregio della facciata)

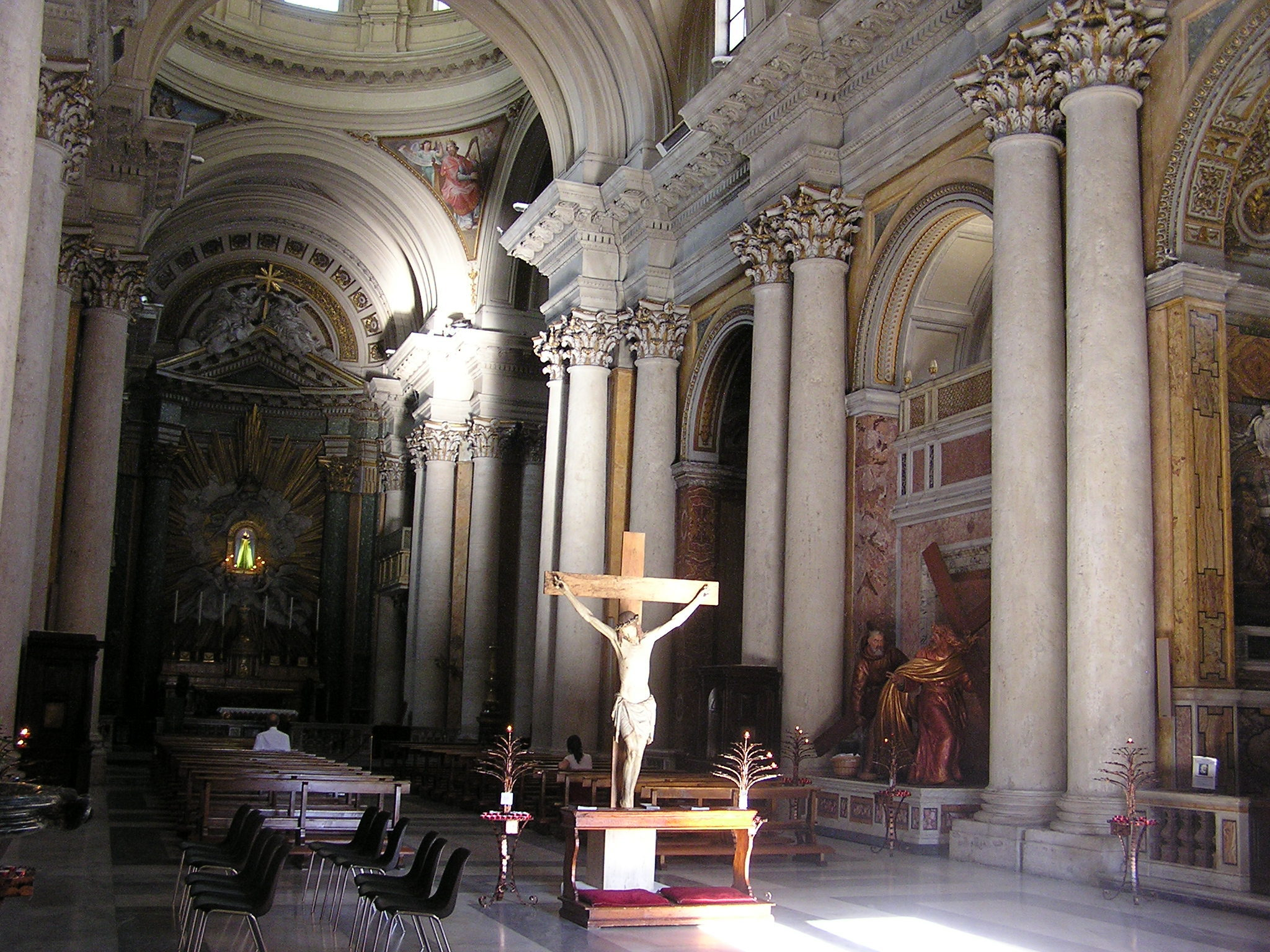
L'interno

L'interno della chiesa, di impianto cinquecentesco, ricorda l'architettura palladiana per i maestosi fusti delle colonne corinzie che a coppie sostengono la bianca volta a botte lunettata. L'altar maggiore e la cupola risalgono al XVIII secolo e sono opera di Ludovico Rusconi Sassi. Nella chiesa è custodito un antico Crocifisso ligneo.
Nelle cappelle si possono ammirare diverse opere d'arte, di Antoniazzo Romano, Camillo Rusconi, François Duquesnoy e una Natività di Pietro da Cortona. A San Salvatore era anche originariamente destinata la Visione di san Girolamo del Parmigianino, oggi alla National Gallery di Londra.
La chiesa contiene poi i monumenti funebri dei cardinali Prospero Marefoschi e Raniero Felice Simonetti, opere dello scultore Carlo Monaldi su disegno dell'architetto Girolamo Theodoli.
Il refettorio, decorato da un ciclo di affreschi manieristi di Francesco Salviati (1550), custodisce la tomba quattrocentesca di papa Eugenio IV (opera di Isaia da Pisa), proveniente dall'antica basilica di San Pietro e il monumento funebre di Maddalena Orsini attribuito a Giovanni Dalmata.

### Organi a canne
Sulle due cantorie ai lati dell'abside si trovano altrettanti organi a canne.
Lo strumento più antico è quello di sinistra: venne costruito nel 1862 da Girolamo Priori ed ampliato dallo stesso organaro l'anno successivo e nuovamente nel 1866-1867. A trasmissione integralmente meccanica, dispone di 36 registri; la sua consolle consta in un'unica tastiera di 50 note con prima ottava scavezza e pedaliera a leggio con prima ottava scavezza, costantemente unita al manuale; i registri sono azionati da manette a scorrimento laterale poste alla destra della tastiera su due colonne.
L'organo dirimpetto è l'opus 175 di Filippo Tronci; tale strumento doveva essere di carattere provvisorio in attesa che l'organaro pistoiese ne costruisse uno più grande secondo un contratto stipulato il 26 luglio 1845; ma alla morte di Tronci (1850), non essendo stato ultimato il nuovo organo, la chiesa mantenne quello provvisorio.. L'organo attuale ha 10 registri, è a trasmissione meccanica e la sua consolle dispone di un'unica tastiera di 50 note con prima ottava scavezza e pedaliera a leggio scavezza di 8 note priva di registri propri e costantemente unita al manuale.